# Hospicjum

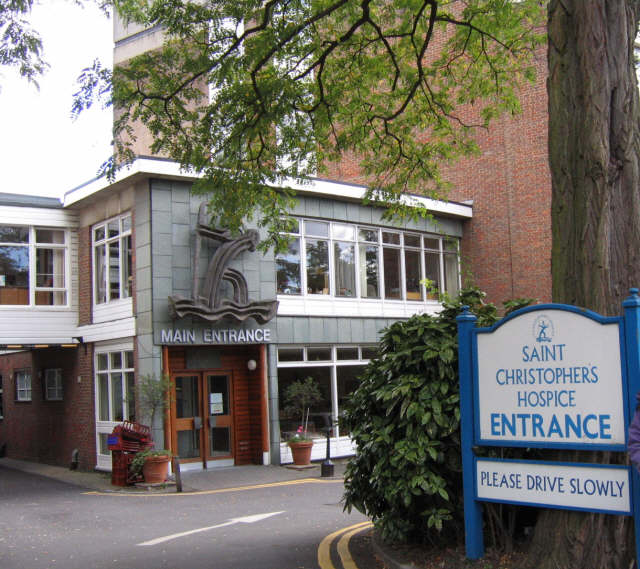
Hospicjum św. Krzysztofa w Londynie, 2005 r.

Hospicjum (łac. hospitium) – instytucja funkcjonująca w ramach systemu opieki zdrowotnej, stosująca metody opieki paliatywnej i przeznaczona dla pacjentów przewlekle oraz nieuleczalnie chorych. Pomoc medyczna udzielana przez hospicjum skoncentrowana jest na leczeniu objawowym, mającym na celu łagodzenie skutków choroby, a nie usuwanie jej przyczyn. Jest to przeciwwagą często spotykanego leczenia uporczywego, przynoszącego pacjentowi cierpienie, w sytuacji, w której wiadomo jest, że medycyna nie zna sposobów na wyleczenie. Leczenie stosowane w ramach opieki paliatywnej obejmuje uśmierzanie przewlekłego bólu i usuwanie dolegliwości towarzyszących długotrwałej chorobie takich jak: osłabienie, duszności, odleżyny, nudności, zaparcia i ogólna utrata sprawności. Drugą cechą medycyny paliatywnej jest stosowanie form opieki wykraczającej poza metody czysto medyczne. Obejmują one przede wszystkim pomoc psychologiczną, duchową oraz socjalną sprawowaną nad pacjentem i jego rodziną w czasie przeżywania długotrwałej choroby i odchodzenia bliskiej osoby. Działanie hospicjum wykracza często poza okres choroby i obejmuje również opiekę nad rodziną i bliskimi po śmierci pacjenta.
Hospicja, ze względu na specyfikę działania,  dzielą się na hospicja perinatalne (gr. peri – wokół, łac. nascor – rodzić), hospicja dziecięce oraz hospicja dla dorosłych. Drugi podstawowy podział w ramach tych grup wyróżnia hospicja stacjonarne i hospicja domowe.

## Historia

### Średniowiecze
W cywilizacji zachodniej, od wczesnego średniowiecza, hospicjum oznaczało rodzaj gospody, w której udzielano pomocy pielgrzymom, podróżnym i chorym. Nazwa wywodzi się od łacińskiego słowa hospes oznaczającego gościa bądź gospodarza. Miejsce takie, na przestrzeni wieków, nazywane było hospitium, hospitale, infirmarium, co w większości języków europejskich jest źródłosłowem wyrazów oznaczających szpital. Pierwsze instytucjonalne regulacje, dotyczące przytułków dla ubogich, znajdują się wśród uchwał soboru nicejskiego z 325 roku. Od tego czasu powstawały przytułki określane również mianem hospicjum, zakładane zarówno przez świeckich, jak i duchownych. Dużą rolę odgrywały zwłaszcza te tworzone przez zgromadzenia zakonne, których charyzmat obejmował służbę ludziom chorym i potrzebującym (Benedyktyni, Zakon Kawalerów Maltańskich, Lazarnicy itp.) Zjawisko to rozwinęło się szczególnie w XI i XII wieku, w związku z migracją ludzi ze wsi do miast oraz z rozkwitem ruchu pielgrzymkowego. Znaczny rozwój sieci hospicjów miał miejsce wzdłuż tras, którymi podróżowali chrześcijanie do Ziemi Świętej w czasach wypraw krzyżowych.
Pojęcie Hospicjum jako miejsca przeznaczonego wyłącznie dla osób umierających, datuje się od roku 1842, gdy Jeanne Garnier, ze zgromadzenia Dames du Calvaire, otworzyła w Lyonie szpital dla nieuleczalnie chorych kobiet.

### Współczesność
Stworzenie współczesnego modelu opieki hospicyjnej wiąże się z osobą Angielki, dr Cicely Saunders, która w 1967 roku otworzyła Hospicjum św. Krzysztofa w Londynie – specjalistyczny ośrodek opieki nad chorymi umierającymi. Urodzona w 1918 roku Cicely pragnęła zostać pielęgniarką, jednak sprzeciw jej rodziców sprawił, że udało się jej zrealizować to marzenie dopiero w roku 1944. Pracując jako pielęgniarka w londyńskim szpitalu Świętego Łazarza opiekowała się nieuleczalnie chorym Dawidem Taśmą, polskim Żydem, uciekinierem z warszawskiego Getta. Z rozmów, jakie z nim przeprowadziła, zrodziła się idea miejsca przeznaczonego dla ludzi umierających. Miejsca, w którym, otoczeni opieką, wolni od bólu, w stopniu w jakim jest to możliwe, będą mogli uporządkować swoje sprawy oraz przygotować się do odejścia. Zrealizowanie tej idei zajęło Cicely Saunders 19 lat, w czasie których ukończyła studia medyczne oraz odbyła praktykę lekarską w szpitalu Świętego Józefa, gdzie specjalizowano się w opiece nad chorymi umierającymi.
Hospicjum Świętego Krzysztofa stało się znanym na całym świecie modelem dla tego typu instytucji. Od wielu lat prowadzi ono także szeroką działalność edukacyjną.
Dr Cicely Saunders odwiedziła kilka razy Polskę, a jej wizyta w 1978 roku przyczyniła się do rozbudzenia zainteresowania tematem opieki paliatywnej. Chociaż pierwsze kontakty z Hospicjum Świętego Krzysztofa nie były bardzo owocne, to jednak trzy lata później zostało powołane do istnienia Towarzystwo Przyjaciół Chorych „Hospicjum”, którego siłami wybudowano działające od 1989 roku krakowskie stacjonarne Hospicjum św. Łazarza. Drugą znaczącą placówką tego typu było utworzone w 1984 roku w Gdańsku Hospicjum Pallotinum, które zajmowało się opieką nad chorymi w domach pacjentów. W Warszawie w 1987 roku powstały Warszawskie Hospicjum Społeczne i Mokotowskie Hospicjum Świętego Krzyża. W kolejnych latach instytucje tego typu zaczęły pojawiać się w całej Polsce, jako jedne z pierwszych organizacji pozarządowych bazujących całkowicie na aktywności wolontariuszy.

## Geneza zjawiska
Potrzeba opieki hospicyjnej wynika w dużej mierze ze zmian w sposobie przeżywania śmierci i procesu umierania na przestrzeni dziejów. Przez wiele stuleci umieranie w obecności rodziny i bliskich było zwyczajną koleją losu. Cmentarze mieściły się w centrach miast, w pobliżu kościołów, a świadomość i obecność śmierci była powszechna. Wiązało się to również z wielopokoleniowym modelem rodziny, w którym młodzi ludzie dorastali w towarzystwie starszych, przeżywając wspólnie radosne i smutne chwile. Literacka wizja śmierci, która wpływała na jej postrzeganie w społeczeństwie, również zmieniała się na przestrzeni wieków: średniowiecze przeżywało śmierć jako coś naturalnego i oczekiwanego, do czego człowiek przygotowywał się przez całe życie w myśl zasad średniowiecznej sztuki umierania (łac. Ars Moriendi), romantyzm poszukiwał ideału śmierci pięknej i opłakiwanej. Uwarunkowania ekonomiczne i zmiany społeczne spowodowały zanik wielu z tych elementów w nowoczesnych społeczeństwach zachodnich. Od drugiej połowy XIX wieku śmierć i jej istnienie zaczęły być elementem wypieranym ze świadomości zarówno społecznej, jak i indywidualnej. Konsekwencją tego stały się między innymi strach przed śmiercią i uciekanie przed jej obecnością. Przyczyniał się do tego także, mający miejsce pomiędzy XVII a XIX wiekiem, proces usuwania cmentarzy poza obręb miast, czy późniejsze instytucjonalizowanie obrzędów związanych ze śmiercią. Postęp medycyny, dokonujący się szczególnie w XX wieku, zachęcał z kolei do oddawania bliskich pod opiekę lekarzy. Lekarze często traktują śmierć jako swoją porażkę, starając się ratować pacjenta za wszelką cenę. Dzieje się tak nawet w sytuacji, gdy staje się jasne, że chory zbliża się do śmierci. Terapia uporczywa ma miejsce szczególnie często w przypadku nieuleczalnie chorych dzieci. Ponadto poprzez działania lekarzy chory jest izolowany, w tak ważnym momencie, od bliskich. Współczesna medycyna w dużej mierze radzi sobie z problemem uśmierzania przewlekłego bólu, występującego na przykład w końcowych stadiach chorób nowotworowych. Nie jest natomiast w stanie poradzić sobie z innymi dolegliwościami: poczuciem osamotnienia, smutkiem, potrzebą ułożenia relacji z tymi, których chory opuszcza itp. Często to właśnie jest przyczyną największego bólu odczuwanego przez pacjenta.
Do współczesnego rozumienia potrzeby opieki paliatywnej przyczyniły się również postępy w nowoczesnej psychologii i psychiatrii. Autorką fundamentalnych prac na ten temat jest dr Elisabeth Kübler-Ross, która zaproponowała szeroko akceptowaną definicję ewolucji postaw, przez które przechodzą osoby, dowiadujące się o śmiertelnej chorobie (zaprzeczenie, gniew, negocjacja, depresja, akceptacja). Jej prace wykazały, że przez te same fazy przechodzą również osoby bliskie z otoczenia chorego. Spowodowało to w konsekwencji poszerzenie rozumienia procesu odchodzenia i rozszerzenie zakresu opieki z chorego na jego otoczenie.

## Opieka hospicyjna

### Definicja
Najszersza definicja Światowej Organizacji Zdrowia (WHO) określa opiekę hospicyjną jako „podejście poprawiające jakość życia pacjentów oraz ich rodzin w obliczu śmiertelnych chorób”. Idea opieki hospicyjnej nie jest konsekwencją niedostatków medycyny czy systemu opieki zdrowotnej, ale ich rozszerzeniem, na specyficzny obszar zagadnień związanych z umieraniem. Jej zadaniem nie jest przyspieszenie czy opóźnienie śmierci chorego. Jest ona nakierowana na utrzymanie  możliwie najwyższej jakości życia pacjenta i osób, które towarzyszą mu w odchodzeniu.

### Zespół opieki hospicyjnej
Opieką nad pacjentem powinien zajmować się interdyscyplinarny zespół, składający się z lekarza, pielęgniarki, fizjoterapeuty, psychologa, pracownika socjalnego, duchownego oraz wolontariuszy bez wykształcenia medycznego.
Z perspektywy medycznej opieka nad chorym jest wyłącznie leczeniem objawowym, którego celem jest usunięcie niedogodności stanu, w jakim znajduje się pacjent, a nie leczenie przyczyn choroby. Podstawowym działaniem jest dążenie do zlikwidowania lub zmniejszenia odczuwanego przez pacjenta bólu. Bardzo istotna jest również eliminacja innych dolegliwości fizycznych jak: osłabienie, duszności, odleżyny, nudności, zaparcia itp.
Obecność psychologa, kapelana oraz wolontariuszy związana jest z przeżywaniem sytuacji odchodzenia przez chorego oraz jego otoczenie. Wolontariusz niemedyczny odgrywa niejednokrotnie bardzo istotną rolę w opiece hospicyjnej. Nie tylko pomaga samemu pacjentowi, towarzysząc mu w chorobie po prostu poprzez swoją obecność, czy pomoc w prostych czynnościach, ale także może znacząco pomóc rodzinie. Okazjonalnie wyręcza ją w opiece nad chorym, stara się włączyć wszystkich jej członków do pomocy, przekazuje swoje doświadczenia związane z opieką i duchowym przeżywaniem czasu choroby i odchodzenia bliskiej osoby. Jest on również kimś, kto może pomóc rodzinie przezwyciężyć poczucie bezradności w zaistniałej sytuacji i przeświadczenie o niemożności zapewnienia umierającemu odpowiedniej jakości opieki co często skłania do pozostawienia chorego w szpitalu pod opieką lekarzy. Niejednokrotnie jest osobą, z którą choremu łatwiej jest nawiązać kontakt, niż z osobami bliskimi, z którymi chorego wiąże sieć zależności emocjonalnych.

### Modele opieki hospicyjnej
Ze względu na specyfikę działania, jako odrębne dziedziny i obszar studiów, wyróżnia się dziecięcą opiekę paliatywną i opiekę paliatywną dorosłych. Odrębną, silnie rozwijającą się w ostatnich latach grupę, stanowią hospicja perinatalne zajmujące się opieką nad rodzinami oczekującymi narodzin dziecka, u którego zdiagnozowano upośledzenie, bądź ciężką chorobę.
W obrębie tych podziałów istnieją dwa zasadnicze modele funkcjonowania hospicjum:
- Hospicjum domowe – opieka hospicyjna prowadzona w domu chorego. Zespół hospicyjny, współpracując z rodziną roztacza opiekę nad chorym w jego domu, zwykle w sytuacji, gdy po ostatnich zabiegach zwalczających chorobę jest on już wypisany ze szpitala. Hospicja takie zajmują się również wypożyczaniem specjalistycznego sprzętu, szkoleniem rodziny w pielęgnacji i postępowaniu z chorym, organizacją wolontariuszy do pomocy rodzinie itp.
- Hospicjum stacjonarne – opieka w ramach szpitalnych oddziałów opieki paliatywnej bądź instytucji przeznaczonej do tego typu opieki. Hospicjum stacjonarne jest przeznaczone głównie dla pacjentów wymagających, ze względu na specyfikę czy nasilenie objawów, stałej specjalistycznej opieki medycznej, która z powodów technicznych jest niemożliwa do zapewnienia w domu.

## Zagadnienia etyczne
Sprawowanie opieki nad pacjentem przewlekle chorym lub bliskim śmierci, którym zajmuje się medycyna paliatywna, konfrontuje się z szeregiem problemów etycznych, które nie mają jednoznacznego rozwiązania. Medycyna paliatywna, zgodnie ze swoją definicją, nie dopuszcza przyspieszania śmierci (eutanazji), ani stosowania terapii uporczywej, czyli przedłużania biologicznego życia w sytuacji gdy jest to tożsame z przedłużaniem cierpienia, którego nie można złagodzić dostępnymi metodami. Spośród zagadnień opieki podstawowej, kontrowersje wywołuje leczenie bólu poprzez stosowanie środków znieczulających, mogących prowadzić do obniżenia, bądź utraty świadomości, jak i przyspieszenia śmierci. Drugim zagadnieniem z zakresu opieki podstawowej budzącym kontrowersje są kwestie sztucznego odżywiania i nawadniania, w sytuacji gdy pacjent znajduje się w stanie wegetatywnym. Pokrewnym zagadnieniem jest dopuszczenie stosowania terapii eksperymentalnych.

### Doktryna Kościoła rzymskokatolickiego
Rezygnacja z terapii uporczywej, rozumianej w dokumentach Kościoła katolickiego jako „stosowanie środków szczególnie wycieńczających i uciążliwych dla chorego, skazujących go na sztucznie przedłużaną agonię”, jest akceptowana jako wyraz ograniczonej kondycji ludzkiej: człowiek jest i pozostanie istotą śmiertelną.
Kościół katolicki uważa stosowanie środków uśmierzających ból w sposób powodujący ograniczenie świadomości lub przyspieszający śmierć za dopuszczalne, pod warunkiem, że śmierć „nie jest w żaden sposób zamierzona ani nie dąży się do niej, chociaż na skutek rozumnej przyczyny naraża się na jej niebezpieczeństwo; zamierza się tylko skuteczne uśmierzenie bólu, stosując środki uśmierzające, którymi dysponuje medycyna.”
Stosowanie terapii eksperymentalnej jest również dopuszczalne. Deklaracja Kongregacji Nauki Wiary mówi: „Gdy nie ma do dyspozycji innych środków, wolno – za zgodą chorego – zastosować środki dostarczane przez najnowsze odkrycia medyczne, chociaż nie zostałyby jeszcze sprawdzone w prowadzonych doświadczeniach i wiązałyby się z pewnym niebezpieczeństwem.”
Odżywianie i podawanie płynów (również metodami sztucznymi) uznawane są za zwyczajny i proporcjonalny, a tym samym obowiązujący sposób podtrzymania życia. Działania te są „obowiązkowe w takiej mierze i przez taki czas, w jakich służy właściwym sobie celom, czyli nawadnianiu i odżywianiu pacjenta. W ten sposób zapobiega się cierpieniom i śmierci, które byłyby spowodowane wycieńczeniem i odwodnieniem.”